# Arrivano...i mostri!
Arrivano................. i mostri! è il secondo album  del cantante italiano Edoardo Vianello (a nome Vianello & I Flippers), pubblicato dalla RCA Italiana nel 1964.

## Tracce

### LP
(1964, RCA Italiana, PML 10369)
Lato A (PKAP 22287)
1. Hully Gully in dieci – 2:56 (Tradizionale; arrang.: Franco Migliacci, Edoardo Vianello)
2. O mama, mama! – 2:46 (testo: Danpa – musica: Louis Conald)
3. Patatina – 2:42 (testo: Gianni Meccia – musica: Franco Migliacci)
4. Maramao perché sei morto? – 1:57 (testo: Mario Panzeri – musica: Mario Consiglio, Mario Panzeri)
5. Nei paesi latini – 2:00 (testo: Mogol – musica: Edoardo Vianello)
6. Prendiamo in affitto una barca – 2:19 (testo: Giangrano – musica: Dansavio)

Durata totale: 14:40
Lato B (PKAP 22288)
1. Ba...ba...baciami piccina – 1:54 (testo: Riccardo Morbelli – musica: Luigi Astore)
2. Tolon! Tolon! (Cover della canzone: Mi vaca lechera) – 1:36 (testo: Jacobo Morcillo; adattamaneto testo in italiano di Alberto Larici – musica: Fernando García Morcillo)
3. Arrivano i nostri – 2:15 (testo: Nino Rastelli – musica: Armando Fragna)
4. Sul cucuzzolo – 1:48 (testo: Carlo Rossi, Edoardo Vianello – musica: Edoardo Vianello)
5. Casetta in Canadà – 2:24 (testo: Vittorio Mascheroni – musica: Mario Panzeri)
6. Pippo non lo sa – 2:06 (testo: Nino Rastelli, Mario Panzeri – musica: Gorni Kramer)

Durata totale: 12:03

## Formazione
- Edoardo Vianello – voce, chitarra elettrica

I Flippers
- Romolo Forlai – vibrafono, organo
- Fabrizio Zampa – batteria
- Franco Bracardi – pianoforte
- Maurizio Catalano – contrabbasso
- Alberto Ciacci – basso
- Massimo Catalano – tromba
- Lucio Dalla – clarinetto

### Altri musicisti
- Quartetto vocale OK – cori

## Classifica
Album
| Anno | Classifica              | Posizione raggiunta |
| ---- | ----------------------- | ------------------- |
| 1964 | Hit parade Italia Album | 9                   |